# Ștefănești, Ștefan Vodă
Ștefănești este un sat din raionul Ștefan Vodă, Republica Moldova.

## Istorie
Potrivit dicționarului statistic al Basarabiei, satul Stepanovca sau Stefanovca, actuala denumire (Ștefănești) ar proveni chiar de la întemeietorul său, prin anul 1848,  Ștefan (Stepan) Cornolovici, fost proprietar venit de undeva din nordul Moldovei. Stepanovca era o localitate din județul Akkerman (Cetatea albă), așezată într-o regiune de șes, pe valea Baisara, nu departe de satul Bebei (Volintirul de astăzi). Este delimitat practic de două dealuri în mijlocul cărora curge pârâul Băscăuți. În acea perioadă, potrivit recensământului (1922-1923), satul dispunea de o școală primară mixtă, biserică ortodoxă cu hramul Sf. Mare Mucenic Dumitru, post de jandarmi, poștă rurală, primărie și două cârciumi. Potrivit aceluiași dicționar statistic erau 209 clădiri (case) locuite și 3 nelocuite. Numărul de persoane era undeva la cca. 928, dintre care bărbați – 432 și femei – 496.  
Lăcașul de cult din satul Ștefănești după descrierile lui Andrei Martîniuc în Al cui este acest pământ, dar și din spusele sătenilor, pe actualul loc unde este astăzi biserica Sf. Dumitru era un depozit de cereale. Din vara anului 1922, la inițiativa preotului Simion Doagă și bineînțeles a sătenilor, magazia a fost distrusă și pe acel loc a început construcția bisericii. La ctitorirea bisericii au sărit în ajutor locuitorii satului donând bani și materiale trebuincioase pentru construirea lăcașului de cult. În toamna anului 1925 construcția este finisată, și cu binecuvîntarea Preasfințitului Arhiepiscop Gurie Grosu lăcașul este sfințit, slujba de sfințire fiind oficiată la dată de 08.11.1925 când este prăznuit în calendar (stil vechi) Sf. Mare Mucenic Dumitru.

## Demografie

### Structura etnică
Structura etnică a localității conform recensământului populației din 2004:
| Grup etnic                                               | Populație | % Procentaj  |
| -------------------------------------------------------- | --------- | ------------ |
| Băștinași declarați Moldoveni Băștinași declarați Români | 1165 7    | 96,92% 0,58% |
| Ucraineni                                                | 19        | 1,58%        |
| Ruși                                                     | 9         | 0,75%        |
| Bulgari                                                  | 1         | 0,08%        |
| Găgăuzi                                                  | 1         | 0,08%        |
| Total                                                    | 1202      |              |

## Administrație și politică
Componența Consiliului local Ștefănești (9 consilieri), ales la 5 noiembrie 2023, este următoarea:
|  | Partid                                       | Consilieri | Componență | Componență | Componență | Componență | Componență | Componență |
|  | -------------------------------------------- | ---------- | ---------- | ---------- | ---------- | ---------- | ---------- | ---------- |
|  | Partidul Socialiștilor din Republica Moldova | 6          |            |            |            |            |            |            |
|  | Partidul Acțiune și Solidaritate             | 3          |            |            |            |            |            |            |